# Kalcipotriol
A kalcipotriol (INN: calcipotriol,  USAN(en): calcipotriene) pikkelysömör elleni gyógyszer. A bőrben lévő D-vitamin-receptorokon(en) keresztül hatva előzi meg a pikkelyes foltokat okozó sejtszaporodást. Néha más bőrbetegségek ellen is alkalmazzák.

## Kémiai/fizikai tulajdonságok
Fehér vagy csaknem fehér, kristályos por. Vízben gyakorlatilag nem, 96%-os etanolban jól, diklórmetánban kevéssé oldódik. Oldatban – hőmérséklettől és időtartamtól függően – reverzibilisen izomerizálódik pre-kalcipotirolllá. Mindkét vegyület hatékony.
Hőre és fényre érzékeny.
A D3-vitamin származéka.

## Alkalmazás
Gél, krém, kenőcs és külsőleges oldat formájában. A klinikai tapasztalatok szerint a szer 6%-a szívódik fel szisztémásan normál bőrből.

## Ellenjavallatok, mellékhatások
Az alkalmazás helyén előforduló reakciók, bőrviszketés, bőrirritáció, égő vagy csípő érzés, száraz bőr, bőrpír, bőrkiütés és -gyulladás, ekcéma, a pikkelysömör súlyosbodása, fényérzékenység és túlérzékenységi reakciók, beleértve a nagyon ritkán előforduló ér- és arcödémát.
Helyi alkalmazás után nagyon ritkán előfordulhatnak szisztémás hatások, melyek hiperkalcaemiát vagy hiperkalciuriát okozhatnak.
Egereken végzett kísérletek nem mutattak karcinogén hatást, de a nagy dózis a vizelet összetételének változását okozta, ami miatt a túlélés csökkent, elsősorban hím egereknél.
Albínó egereken végzett fotokarcinogenitási vizsgálatok azt mutatták, hogy hím egereken rövidebb idő alatt fejlődtek ki az UV-sugárzás által okozott bőrtumorok. Ez arra utal, hogy a kalcipotriol fokozhatja az UV-sugárzás bőrtumort okozó hatását. Ennek klinikai vonatkozása nem ismert.

## Készítmények
Magyarországon:
- DAIVOBET 0,05 mg+0,50 mg/g kenőcs[5]
- ENSTILAR 50 mikrogramm/0,5 mg/g külsõleges hab[5]
- XAMIOL 50 mikrogramm/0,5 mg/g gél[5]

Nemzetközi forgalomban a fentieken felül:
Önállóan:
- Calcipotriene
- Cipotriol
- Dermocal
- Divonex
- Dovonex
- Eukadar Unguento
- Heximar
- Psorcutan
- Psotriol
- Sorilux

Betametazonnal kombinálva:
- Heximar-B
- Dovobet
- Psorcutan Beta
- Token
- Taclonex
- Taclonex Scalp